# Elise Neal
Pour les articles homonymes, voir Neal.
Elise Neal est une actrice américaine née le 14 mars 1966 à Memphis, Tennessee (États-Unis).
Elle est principalement connue pour avoir joué dans les productions américaines suivantes : Scream 2 (1997), Mission to Mars (2000), Paid in Full (2002), Hustle and Flow (2005) et Logan (2017).

## Biographie

### Enfance et formation
Originaire de Memphis, Tennesse, Elise Neal est la fille d'une infirmière et d'un ouvrier de la construction,. Inscrite à l'école élémentaire de Lakeview, elle était danseuse de ballet et pom-pom girl. Après avoir été élue reine du bal de promo, elle ressort diplômée de l'université d'Overton pour les arts créatifs et les arts de la scène, elle poursuit sa formation à l'université des arts de Philadelphie, entre 1984 et 1988.
À la fin de ses études, elle déménage à New York et commence sa carrière au théâtre musical. Danseuse accomplie, elle voyage à travers le monde grâce à ses représentations et finit par s'installer à Los Angeles. Elle tourne dans quelques publicités, des clips vidéos et entame sa carrière télévisuelle.

### Carrière

#### Les années 1990
Après quelques apparitions dans les séries télévisées New York, police judiciaire, La Vie de famille et Le Prince de Bel-Air, elle décroche son premier rôle récurrent, dans le feuilleton du réseau ABC, Amoureusement vôtre. Il s'ensuit d'autres interventions dans des séries télévisées, dont la plupart sont inédites en France.
Parallèlement à sa carrière pour la télévision, l'actrice fait son entrée au cinéma, en 1992, pour le biopic Malcolm X. Continuant d'enchaîner les apparitions et d'alterner petit et grand écran (The Steve Harvey Show, Rosewood, ABC Afterschool Special), l'actrice se fait remarquer grâce à sa participation au film d'horreur Scream 2. Elle y incarne Hallie, la meilleure amie de l'héroïne. Initialement prévue pour être l'une des tueuses, son rôle est réécrit à la suite d'une fuite du scénario sur internet. Doté d'un budget de 24 millions de dollars et très attendu par les fans, à la suite du succès du premier film, cette suite engrangera plus de 172 millions de dollars au box office mondial.
Forte de cette nouvelle visibilité, Elise décroche l'un des rôles principaux de la sitcom américaine The Hughleys. De 1998 à 2002, la série aborde l'insertion d'une famille afro-américaine issue du ghetto Sud de Los Angeles à West Hills, ou réside une grande majorité de population blanche. Véritable succès critique et public, l'actrice est nommée à deux reprises lors des NAACP Image Awards, la cérémonie qui récompense les professionnels de la communauté afro-américaine.

#### Les années 2000

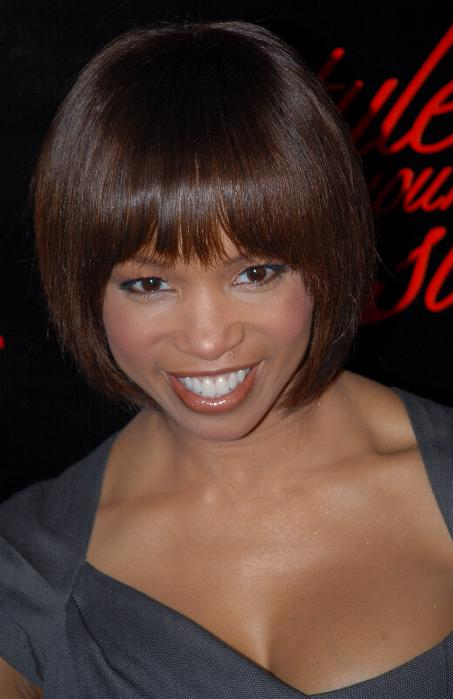
Elise Neal, le 8 janvier 2008 lors du Slim Fast Fashion Show

Elle continue de jouer pour le cinéma et figure au casting du premier film de science fiction du réalisateur Brian De Palma, Mission to Mars. À l'occasion de la 53e cérémonie du Festival de Cannes, le film est présenté dans la sélection officielle, hors compétition mais déçoit les critiques bien qu'il soit rentabilisé grâce aux recettes mondiales.
Parmi ses films les plus notables on peut compter sur le drame, sorti sur les écrans en 2002, Paid in Full qui raconte l’ascension d'un petit trafiquant dans le milieu de la drogue, très bien reçu par les critiques.
En 2005, elle fait partie de la distribution du film indépendant, Hustle and Flow. Aux côtés de l'actrice Taraji P. Henson, Elise Neal et l'ensemble du casting sont nommés pour le Black Reel Awards et le SAG Awards de la meilleure distribution. L’actrice décroche aussi sa troisième nomination lors des NAACP. Doté d'un budget modeste de 2,8 millions de dollars, il en engrangera plus de 23 millions et sera acclamé par les critiques.
Elise Neal se spécialise ensuite dans les apparitions en tant que guest star et apparaît, entre autres, dans les séries télévisées Les Experts, K-Ville, Private Practice.

#### Les années 2010
À partir de 2010, elle figure au générique de nombreux films sortis directement en DVD, et de téléfilms : elle incarne notamment la mère du rappeur 50 Cent dans le film d'action Gun et interprète la chanteuse soul Gladys Knight dans le biopic controversé Aaliyah: The Princess of R&B, sorti en 2015.
En 2011, elle obtient un rôle récurrent dans The Cape centrée sur un super-héros faisant régner la justice dans les rues, cette série du réseau NBC, ne rencontre pas le succès escompté. Les audiences déclinent d'épisodes en épisodes et la production décide d'en réduire le nombre avant de l'annuler définitivement, diffusant le dernier épisode exclusivement sur internet.
L'actrice rebondie et incarne, la même année, une mère de famille un brin excentrique dans la série télévisée Section Genius, diffusée sur la chaîne Disney Channel, jusqu'en 2014. Cette production lance alors la carrière de la jeune China Anne McClain. Elle apparaît également dans un épisode de la série à succès, Scandal, diffusée sur la chaîne ABC.
Après sa participation à la télé réalité américaine Real Husbands of Hollywood, créé par l'acteur Kevin Hart, elle renouvelle l'expérience pour le programme Hollywood Divas, qui suit le quotidien d'actrices afro-américaines tentant de naviguer entre leur carrière, leur famille et leurs relations. Souhaitant développer son rôle de productrice, Elise lance une émission de télévision dont le but est de créer un groupe de R&B féminin, les Assorted Phlavors. Elle lance également une marque de sport et multiplie les projets grâce à son contrat de développement avec la maison de production américaine Mandalay Bay Entertainment. Elle produit notamment le film The White Sistas, dans lequel elle figure.
Au cinéma, elle participe au drame indépendant Love Ranch, malgré la présence de l'actrice oscarisée Helen Mirren, le film passe inaperçu, étant sorti dans un nombre de salles restreint.
En 2013, elle est à l'affiche d'un autre drame, cette fois-ci acclamé par les critiques,, 1982, suite directe du film 1981, également salué.
Retour cinématographique, en 2017, lorsqu’elle rejoint la distribution du blockbuster Logan, troisième volet de la saga centrée sur le personnage des X-men. Elle retrouve également l'actrice Alexandra Shipp, pour la comédie horrifique Tragedy Girls  et participe à la comédie romantique No Regrets, un téléfilm diffusée sur la chaîne Urban Movie Channel avec Monica Calhoun et Loretta Devine.

### Vie privée
Après une relation de 5 ans, elle divorce du réalisateur F. Gary Gray.
En 2004, elle a eu une relation avec le rappeur 50 Cent,.
En 2011, elle fréquente le rappeur Rick Ross,.

## Filmographie

### Cinéma
- 1992 : Malcolm X de Spike Lee : Hooker
- 1995 : Let It Be Me de Eleanor Bergstein : Carlita
- 1997 : Rosewood de John Singleton : Beulah (Scrappie)
- 1997 : Trop de filles, pas assez de temps de Lionel C. Martin : Nadine
- 1997 : Argent comptant de Brett Ratner : Paula
- 1997 : Scream 2 de Wes Craven : Hallie McDaniel
- 1998 : Restaurant de Eric Bross : Jeanine
- 2000 : Mission to Mars de Brian De Palma : Debra Graham
- 2001 : The Rising Place de Tom Rice : Wilma Watson
- 2001 : Sacred Is the Flesh de Carl Seaton : Gabi Paige
- 2002 : Paid in Full de Charles Stone III (en) : Aunt Jane
- 2003 : Playas Ball de Jennifer Harper : Summer Twitty
- 2005 : Hustle et Flow de Craig Brewer : Yvette
- 2007 : 4 Life de Tony Austin et Hakim Khalfani : Jare -directement sorti en vidéo-
- 2008 : Le Deal de Greg Young : Passion
- 2009 : Preaching to the Pastor de Aaron L. Williams : Monica
- 2010 : Let God Be the Judge de Emmbre Perry : rôle non communiqué -directement sorti en vidéo-
- 2010 : Love Ranch de Taylor Hackford : Alana
- 2010 : Love Chronicles: Secrets Revealed de Tyler Maddox : Monique
- 2010 : N-Secure de David M. Matthews : Leslie
- 2011 : Lord, All Men Can't Be Dogs de T.J Hemphill  : Diane
- 2011 : The Perfect Man de Paul D. Hannah : rôle non communiqué
- 2011 : Breathe de J. Jesses Smith : Kristi Burgin
- 2011 : Poolboy: Drowning Out the Fury de Garrett Brawith : Florence
- 2012 : Who's Watching the Kids de Tyler Maddox : Delia
- 2012 : The Undershepherd de Russ Parr : Sister Roberts
- 2014 : 1982 de Tommy Oliver : Stacy
- 2014 : First Impression d'Arthur Muhammad : Kym Pine
- 2014 : Ransum Games de Parris Reaves : Denise
- 2015 : The White Sistas de Paula Jai Parker : Erin White
- 2016 : What are the chances ? de D-Shot : Gina
- 2017 : Logan de James Mangold : Kathryn Munson
- 2017 : Tragedy Girls de Tyler MacIntyre : Mme Hooper
- 2018 : I Left My Girlfriend for Regina Jones de Christopher Nolen : Regina Jones

### Télévision

#### Séries télévisées
- 1992 : New York, police judiciaire : Charlayne Ward (épisode 18, saison 2)
- 1993 : Les Chroniques de San Francisco : Employée du spa (6 épisodes)
- 1993 : La Vie de famille : Heather (épisode 9, saison 5)
- 1993 : Le Prince de Bel-Air : Wendy Parker (saison 4, épisode 22)
- 1993 : Getting By : Debbie (saison 1, épisode 3)
- 1993 : California Dreams : Miss Jackie (saison 2, épisode 6)
- 1993 : Amoureusement vôtre : Janey Sinclair
- 1994 : Red Shoe Diaries : Danseuse (saison 3, épisode 8)
- 1993-1995 : Cooper et nous : Lisa (saison 1, épisode 16 et saison 3, épisode 19)
- 1995 : SeaQuest, police des mers  : lieutenant J. J. Fredricks (13 épisodes)
- 1995 : Pointman : Millie (saison 2, épisode 8)
- 1995 : Chicago Hope : La Vie à tout prix : Tamara Parnett (saison 1, épisode 13)
- 1996 : Haute Tension : Arial (saison 2, épisode 9)
- 1996 : Living Single : Sharon (saison 4, épisode 8)
- 1996 : ABC Afterschool Special : Alicia (saison 24, épisode 5)
- 1996 : The Steve Harvey Show : Juanita Du'Shea (saison 1, épisode 12)
- 1998 : Les Frères Wayans : Tanya Cooper (saison 4, épisode 17)
- 1998 : Fantasy Island : Catherine (saison 1, épisode 9)
- 1998-2002 : The Hughleys : Yvonne Hughley (89 épisodes)
- 2001 : The Wonderful World of Disney : Linda Sayers (saison 5, épisode 6)
- 2003 : Adam Sullivan : Jill Davis (saison 1, épisode 1)
- 2003-2005  : All of Us : Tia Jewel (44 épisodes)
- 2004 : Method et Red : Brenda (saison 1, épisode 7)
- 2005 : Les Experts : Giselle (épisode 1, saison 6)
- 2007 : K-Ville : Ayana Boulet (7 épisodes)
- 2009 : Private Practice : Janine (saison 2, épisode 21)
- 2009 : My Manny : Jennifer (10 épisodes)
- 2011 : The Cape : Susan Voyt (3 épisodes)
- 2011 : Funny or Die Presents… : Peaches (saison 2, épisode 6)
- 2011-2014 : Section Genius : Roxanne Parks (4 épisodes)
- 2012 : Scandal : Anna Gordon (épisode 2, saison 2)
- 2012-2013 : The Soul Man : Jessica (épisode 10, saison 2)
- 2013 : Belle's : Jill Cooper (6 épisodes)
- 2017 : Tales : Beatriz (saison 1, épisode 3)

#### Téléfilms
- 1993 : A la recherche de mon fils (There Was a Little Boy) de Mimi Leder : Young Woman
- 1998 : Chance of a Lifetime de Deborah Reinish : Amy
- 2001 : La Ballade de Ryan de John Gray : Linda Sayers
- 2006 : Wyclef Jean in America de Troy Miller : Josephine Jean
- 2009 : Jack and Janet Save the Planet de Shelley Jensen : Christie
- 2010 : Gun de Jessy Terrero: Mère de Rich
- 2010 : Love me or leave me de John Ruffin : Josephine Wyatt
- 2014 : The Fright Night Files de Russ Parr et R.L. Scott : Coffee Black
- 2015 : Aaliyah : The Princess of R&B de Bradley Walsh : Gladys Knight
- 2016 : Ladies Book Club de Fred Thomas Jr. : Rona
- 2017 : No Regrets de Mark Harris : Rebecca

#### Télé-réalité
- 2013 : Real Husbands of Hollywood
- 2014-2015 : Hollywood Divas

### Clips Vidéos
- 1991 : Just the Two of Us de Chubb Rock
- 1991 : Work to do de Vanessa Williams
- 1991 : Lisa Baby de Father MC
- 1992 : Strobelight Honey de Black Sheep
- 1993 : This is it de Danni Minogue
- 1993 : Portrait de Honey Dip
- 1998 : A Rose Is Still A Rose de Aretha Franklin
- 2001 : I'm a Thug de Trick Daddy

## Distinctions
Sauf indication contraire ou complémentaire, les informations mentionnées dans cette section proviennent de la base de données IMDb.

### Nominations
- NAACP Image Awards 2000 : Meilleure actrice dans une série télévisée comique pour The Hughleys
- NAACP Image Awards 2001 : Meilleure actrice dans une série télévisée comique pour The Hughleys
- NAACP Image Awards 2006 : Meilleure actrice dans un second rôle pour Hustle and Flow
- Screen Actors Guild Awards 2006 : Meilleure distribution pour Hustle and Flow
- Black Reel Awards 2006 : Meilleure distribution pour Hustle and Flow